# Université numérique
La notion d'université numérique est relativement large. Bien au-delà de l'enseignement à distance utilisant le courrier électronique et la webcam ou la plate-forme de partage, elle recouvre tous les systèmes pédagogiques (de niveau universitaire, école d'ingénieur…), ou les systèmes internes propres à des universités ou à certains cours d'une université, dès lors qu'ils utilisent de manière privilégiée les patrimoines matériel et immatériel numériques.
C'est un univers pédagogique qui semble amener à se développer pour la génération des digital natives.

## Contenu et définitions
L'université numérique s'appuie essentiellement sur des intranets, des extranets et l'Internet. Elle vise à la fois l'exploitation et l'amélioration d'un patrimoine numérique universitaire ou produit par d'autres sources (archives, encyclopédies collaboratives, cours et ressources mis en ligne par des associations, individus, instituts, agences gouvernementales ou administratives, bibliothèques numériques, dont Europeana ou Gallica par exemple en Europe). Ces ressources ont en commun d'être accessibles en cours (enseignement enrichi de TICE en classe), ou en différées (asynchrone avec présentiel allégé) à tout moment. Ces ressources incluent des travaux collaboratifs en réseau, conférences podcastables, tutorat ou parrainage en ligne, construits sur le modèle universitaire. Certaines de ces ressources sont conçues pour être améliorables et améliorées par les enseignants et étudiants eux-mêmes. La Wikimedia Foundation travaille avec plusieurs grandes universités à des processus plus élaborés de validation ou discussion des connaissances organisées en wikis, ainsi qu'à la catégorisation des connaissances et aux liens entre langues.
Le processus même d'utilisation collaborative de ces ressources a lui-même des vertus pédagogiques.[réf. nécessaire]
Les universités numériques fonctionnent en réseaux, qui regroupent généralement plusieurs universités ou grandes écoles. Celles-ci mutualisent et valorisent ainsi leurs infrastructures et ressources numériques, ou pourraient être « virtuelles ».
Le numérique trouve également des applications internes à l'université : carte étudiante numérique, démocratie étudiante supposée facilitée par le vote électronique, facilitation de la mobilité étudiante (ex. : programme Erasmus en Europe)…

## Histoire
C'est une forme encore émergente et en pleine évolution de la pédagogie, liée au développement de l'informatique et de l'internet, mais qui intègre certaines formes d'enseignement à distance développées avant le numérique ou à ses débuts pour des étudiants handicapés ou pour des personnes hospitalisées ou emprisonnées.

## Prospective
Elle semble fortement liée aux nouveaux usages du patrimoine numérique, aux nouvelles modalités de travail d'exploration, de création de la connaissance, au développement du numérique. On peut aussi relever certaines techniques développant une quasi-capacité d’ubiquité ou de travail dans des mondes numériques parallèles ou inter-reliés. Par exemple :
- virtualité 3D (sur écran, ou simulée avec gants, lunettes ou autres équipements) ;
- potentialités offertes par des outils tels que Google earth, les logiciels de traduction automatique, les logiciels libres, les fab labs… ;
- des formes « ludiques » de pédagogie (jeux vidéo pédagogiques ou dérivées de ces jeux (serious game pour les anglophones) ou de technologies issues de jeux vidéo dont jeu en ligne massivement multijoueur (mi 2007, environ 30 % des foyers sont équipés d’une console de jeu vidéo, et 47 % des foyers d'un accès à internet[2], et plusieurs universités (principalement nord-américaines dont Harvard Law School[3]) dispensent dans l'espace virtuel de Second Life des cours). Des techniques issues du cinéma (dont documentaire) ou d'applications industrielles pourraient aussi être utilisées. Un étudiant pourrait ainsi virtuellement explorer l'espace, visiter le corps humain, manipuler des représentations d'atomes, de molécules, de virus, de cellules, modéliser des écosystèmes, construire des machines virtuelles, des bâtiments, villes… ;
- intelligence artificielle et outils de gestion de la complexité.

## Aspects économiques
Des savoirs utiles, numériques ou numérisés, sont souvent gratuitement mis à disposition de tous, parfois considérés comme un bien commun ou bien public. Parfois sur CD ou DVD, essentiellement via internet (ex : Archivage de cours du MIT) et sous forme écrite le plus souvent, mais aussi sous forme vidéo (l'université de tous les savoirs, le collège de France, Le MIT et l’université de Berkeley et bien d'autres produisent des cours ouverts -« Opencourseware »- gratuitement proposés sur YouTube).
Une partie importante de ce patrimoine reste néanmoins payante, accessible uniquement sous forme de résumés (articles scientifiques) voire accessible que sous le sceau de la confidentialité[réf. souhaitée].

## Limites
L'université virtuelle ne peut remplacer toutes les fonctions d'une université. À ce jour, certains savoir-faire, pratiques nécessitant des machines ou matériels de laboratoire complexes ne peuvent être acquis en ligne (de manière gratuite ou non). En effet, on peut apprendre l'anatomie, mais non la pratique de la chirurgie, on peut apprendre l'histoire de l'art, mais non à sculpter, le solfège, mais non la pratique instrumentale dans un orchestre.

## Freins et difficultés
Divers auteurs, dont H. Isaac dans son rapport identifient plusieurs types de frein :

### Freins stratégiques
Les freins stratégiques résultent d'un manque de réflexion stratégique globale ou individuelle face aux aspects nouveaux et émergents du travail collaboratif, interdisciplinaire ou transdisciplinaire.

### Freins organisationnels et financiers
Les freins organisationnels et financiers sont :
- le manque de ressources ;
- l'absence d'organisation ou de réorganisation ou de stratégie éditoriale ;
- l'absence de stratégie de validation ou d'amélioration permanente du patrimoine numérique (local ou en réseau) des établissements ou de l'Internet ;
- les inégalités d'accès à la ressource numérique, aussi appelée fracture numérique : certains pays ou universités n'ont pas assez de moyens pour développer des serveurs importants, s'équiper en ordinateurs ou assurer un réseau informatique suffisant (câblage ou équipement Wi-Fi des campus…).

### Freins humains
Les freins humains sont :
- le manque de formation ou de reconnaissance des enseignants (auto-formés) en matière de numérique ;
- le manque de formation continue pour les enseignants ;
- les blocages institutionnels ou de hiérarchies face à une pédagogie susceptible d'utiliser des outils collaboratifs nouveaux ou émergents (Wikipédia, logiciels et outils open-source, fab labs, outils de traduction en ligne ou autres outils à inventer) ;
- Il semble aussi exister des blocages socio-psychologiques, par exemple liés au manque d'habitude de travailler de manière transdisciplinaire, aux risques de plagiat, difficultés à partager son savoir et ses savoir-faire ou à utiliser l'espace numérique et travailler dans un monde qui peut sembler « virtuel », censure ou volonté de contrôler l'espace numérique par certains lobbies ou gouvernements totalitaires… Des habitués des simples plateformes de partage ou du blog « individuel » (fin novembre 2007, Skyblog comportait déjà à lui seul 12,3 millions de blogs) et ont parfois du mal à passer au « collaboratif » qui demande un autre schéma de pensée. Ces freins humains peuvent concerner les enseignants, ou institutions scolaires, mais aussi les étudiants, parents d'élèves ou d'autres groupes du corps social.

### Freins juridiques
Les freins juridiques relèvent des questions nouvelles en matière de responsabilité (éthique ou réglementaire), de propriété intellectuelle, de confidentialité de certaines données, notamment les bases de données, le contenu et les supports de cours, d'exercices…

## Intérêt du point de vue du développement durable
Pour un public équipé en ordinateur et ayant un bon accès à l'Internet (à haut-débit notamment), l'enseignement à distance et la culture tout au long de la vie peuvent être offert à faible coût, avec un confort et plaisir de travail augmenté pour les élèves et enseignants, en limitant le gaspillage de temps et d'énergie induit par les déplacements.
Néanmoins la généralisation de la haute définition et de la vidéo sont également couteuse en énergie. Par ailleurs le matériel informatique (ordinateurs, serveurs, réseaux) a une empreinte écologique importante.
Beaucoup d'universités numériques offrent des ressources en matière de développement durable, mais se semblent pas se poser de manière affinée la question de leur bilan écologique (empreinte énergétique, empreinte carbone) et des moyens de l'améliorer.[réf. nécessaire]
Enfin, l'approche collaborative du travail et de l'apprentissage, voire de la correction d'un travail semble pouvoir aussi pouvoir contenir des éléments utiles pour une école de modestie, de reconnaissance de l'autre, de démocratie participative, du partage « amélioratif » de ressources et de « résolution non violente des conflits ».

## Par pays

### France

#### Universités numériques thématiques
Les Universités numériques thématiques (UNT) ont été créées à partir de 2003 par le ministère chargé de l'Enseignement supérieur français (Sous-direction des technologies de l'information et de la communication pour l'éducation ou SDTICE). Leur vocation est de mettre à la disposition des établissements et des étudiants des ressources pédagogiques dont la qualité technique, scientifique et pédagogique est validée par les universitaires compétents dans chaque domaine disciplinaire. Les universités numériques thématiques ne sont pas des établissements universitaires classiques qui inscrivent les étudiants et dispensent grades ou diplômes. De formes juridiques différentes (GIP, fondation partenariale, GIS, association loi 1901, service commun inter-universitaire), les UNT sont des groupements d'établissements d'enseignement supérieur qui mutualisent, avec le soutien de l'État, des ressources de formation à l'intention des étudiants, des adultes et des professions. Elles remplissent donc essentiellement une fonction d'ordre éditorial. Pour H. Isaac, maître de conférence à l'Université Paris Dauphine, la finalité de ces universités est « de préparer l’insertion des étudiants "natifs du digital" dans la société de la connaissance en réseau » . Les UNT ont succédé à la politique antérieure des « campus numériques » dont la logique visait à reconnaître et à subventionner une sélection de projets d'établissements ou de groupements d'établissements. Ces universités peuvent mettre, avec l'aide d'une agence leurs ressources en commun.
Huit UNT existent depuis fin 2009 dans les domaines suivants :
- sciences de la santé et du sport (UNESS),
- sciences de l'ingénieur (UNIT),
- droit et des sciences politiques (UNJF),
- économie et de la gestion (AUNEGE),
- sciences fondamentales (Unisciel),
- humanités (UOH),
- environnement et du développement durable (UVED).
- technologie (IUTenligne),

Le site Universités numériques a été mis en ligne en décembre 2008, sur l'initiative du ministère de l'Enseignement supérieur et de la Recherche, afin de faciliter, pour les utilisateurs, la recherche dans l'ensemble des ressources pédagogiques des UNT.

#### Autres structures
IUTenligne - www.iutenligne.net - est le campus numérique des instituts universitaires de technologie (IUT). Au service des étudiants, le dispositif propose tous types de contenus : cours, TD, TP, exercices corrigés, méthodologie, auto-évaluations, simulateurs. Créé en 2000 par les IUT, ce dispositif a évolué et s’adresse aujourd’hui à tous les étudiants. Il concerne, au niveau Licence, aussi bien les domaines technologiques que transversaux. Au 10 juillet 2013, 1171 ressources étaient disponibles sur le site. L’accès est libre et gratuit. Les étudiants peuvent se connecter en utilisant leur compte universitaire habituel.[réf. souhaitée]
Les universités numériques en région (UNR) sont des initiatives auxquelles plusieurs acteurs prennent part (Les établissements d’enseignement supérieur, les CROUS, les conseillers territoriaux, les communautés d'agglomérations, DATA ) pour offrir aux étudiants des services et des informations : point d’accès internet (résidence universitaire, bibliothèque), carte de membre, compte ENT (espace numérique de travail), point de centralisation des offres de formation et des ressources pédagogiques, démarches administratives. La mesure UNR (appel à projets du 23 mai 2003) est sous la directive des conseillers territoriaux. Il y a 17 UNR sur 26 régions françaises et des 7 UNT.
En France, à la suite de la loi du 22 juillet 2013 relative à l'enseignement supérieur et à la recherche, le Ministère de l'Enseignement supérieur et de la Recherche ouvre le 2 octobre 2013 la plateforme France Université Numérique[réf. souhaitée]. Cette plateforme de MOOC est destinée à rendre accessibles sur le Web des cours donnés par des enseignants des universités françaises.

### Tunisie
L'Université virtuelle de Tunis (UVT) est un établissement public. À la suite du décret no 112-02 du 28 janvier 2002, Il a été créé pour principale mission de développer des cours et des programmes universitaires d'enseignement en ligne pour les universités tunisiennes[source insuffisante].

### Côte d'Ivoire
Le Ministère de l'Enseignement supérieur et de la Recherche scientifique ivoirien a sollicité l'expertise de l'AUF[Quoi ?] pour la création de l'Université numérique de Côte d'Ivoire (UNCI). Une convention de partenariat a été signée en décembre 2014 concernant la phase de création de l'université.

### États-Unis
L'Université Digitale Américaine a été fondée en 2003. Elle travaille avec différents partenaires : Purchase College, Maine Maritime Academy (MMA), South Tyneside College (STC), Singapore Maritime Academy (SMA) et Malaysian Maritime Academy (ALAM). Cette université comporte deux départements principaux.
Depuis bientôt 10 ans, l'Université de Boston a étendu leur offre il y a quelques années pour fonder la Boston Online University. Cette université numérique a établi différents partenariats avec des associations présentes partout dans le monde :
- Educause
- European Association for International Education
- University Professional & Continuing Education Association (UPCEA)
- The Online Learning Consortium (formerly known as Sloan Consortium)
- United States Distance Learning Association (USDLA)

La majorité des cours de l'université sont dispensés sur une base de 7 semaines. Les étudiants sont ainsi en mesure de réaliser deux cours par semestre en moyenne. L'université attire néanmoins l'attention de ses futurs étudiants sur le fait que les cours nécessitent un investissement personnel important. Ils conseillent de passer de 20 à 25h par semaine sur chaque cours.

### Mexique
L'Université Digitale de l'État du Mexique (UDEMEX) propose des cursus diversifiés, en effet elle permet à ses étudiants d'obtenir différents types de diplômes en ligne : des «Bachilleratos», voir Educación media superior(diplôme d'une durée variant de 2 à 3ans, équivalent à des études préparatoires), des «Licenciaturas» (diplôme d'une durée de 3ans, équivalent à une Licence (grade universitaire)), des «Maestrias» (d'une durée de 2ans, équivalent à un Master (diplôme ou grade universitaire)) et même des «Doctorados» (d'une durée de 3ans, équivalent à un Doctorat). L'UDEMEX propose 4 « licenciaturas » dans les domaines de la sécurité publique, la gestion des ventes, l'administration informatique et la psychologie.

### Canada
Fondée en 1972, l'Université TÉLUQ est l'université à distance du Québec. Elle est la seule université francophone d’Amérique du Nord qui offre la possibilité à ses étudiants de réaliser leurs trois cycles universitaires au complet à distance. TÉLUQ accueille près de 20 000 étudiants par année et propose un total de 125 programmes.

### Chine
L'Open University of China (en) (OUC, en chinois : 国家开放大学) a été créé à Pékin en 1979. L'université est directement sous la supervision du Ministère de l'éducation. 64 campus locaux sont exploités à l'échelle nationale. L'Université dispose de deux formes de formation, étude diplômante ou non diplômante.

### Corée du Sud
La Seoul Cyber University (en) (UCS, en coréen : 서울사이버대학교) a été créée en 2000. Sept campus locaux sont exploités à l'échelle nationale. 17 départements existent.
En 2000, l'Université Digitale de Séoul (en coréen : 서울디지털대학교) a été créée et approuvée par le Ministère de l'éducation comme une université en ligne. Chaque année, l'université ouvert deux sessions d'admission. La première session est de décembre à février, la deuxième session est de juin à août.
En 2016, 1629 étudiants sont diplômés de l'Université Digitale de Séoul.

### Italie
Liste des universités télématiques (numériques) en Italie :
- Université Télématique « Giustino Fortunato » (it) (Bénévent)
- Université Télématique « Italian University Line » (it) (Florence)
- Université Télématique « Pegaso » (it) (Naples)
- Université Télématique e-Campus (it) (Novedrate)
- Université Guglielmo-Marconi (Rome)
- Université Nicolas-de-Cues (Rome)
- Université Télématique Internationale « UniNettuno » (it) (Rome)
- Université Télématique San Raffaele (it) (Rome)
- Université Télématique UNITELMA Sapienza (it) (Rome)
- Université Télématique Universitas Mercatorum (it) (Rome)
- Université Télématique « Leonardo da Vinci » (it) (Torrevecchia Teatina-Chieti)

### Suisse
La Formation universitaire à distance (Fernuni), également connue sous le nom UniDistance, est une fondation Suisse qui propose des formations universitaires à distance. Elle est la seule structure en Suisse à proposer des formations à distance de type universitaire.

## Ressources numériques de formation mises en ligne
Plus ou moins gratuites selon les cas, elles varient beaucoup selon les champs disciplinaires concernés.
Ressources portent sur une question précise :
- illustration didactique ou documentaire ;
- résolution de cas ;
- simulation d'expérience.

Contenu didactique intégré :
- cours en ligne (auxquels sont généralement rattachés les ressources numériques de formation correspondantes) ;
- conférences filmées (avec powerpoints, bibliographies, ou autres ressources attachées).

Plusieurs universités comme l'Université de Lorraine déploient des dispositifs permettant d'automatiser l'enregistrement vidéo et la mise en ligne des cours.

## Publics destinataires
Les dispositifs de formation des UNT sont utilisables par tous ou souvent uniquement par les étudiants inscrits en cursus normal ou en enseignement à distance, ou en formation continue d'(universités, instituts, écoles) ou en formation continue préparant aux diplômes ou contribuant à la formation professionnelle.